# Belokuricha
Belokuricha (rusky Белоку́риха) je město v Altajském kraji v Ruské federaci. Při sčítání lidu v roce 2010 měla bezmála patnáct tisíc obyvatel.

## Poloha
Belokuricha leží na jihozápadě Západosibiřské roviny severně od severozápadních výběžků Altaje v údolí stejnojmenného potoka. Od Barnaulu, správního střediska kraje, leží přibližně 240 kilometrů jižně.

## Dějiny
Belokuricha byla založena v druhé polovině 19. století na místě termálních pramenů.
V období druhé světové války sem byl z Krymu v roce 1942 evakuován slavný pionýrský tábor Artěk.
Sídlem městského typu se Belokuricha stala v roce 1958, městem v roce 1982.